# Port Said Stadium optøjerne
Port Said Stadium optøjerne fandt sted den 1. februar 2012 efter en fodbold-kamp mellem Al-Masry Club og Al-Ahly S.C. på Port Said Stadium i Port Said, Egypten.
Mindst 79 personer blev dræbt efter at tusindvis stormede banen efter en 3-1-sejr til Al-Masry. Rivaliserende fans angreb Al-Ahly spillere og deres fans der forsøgte at løbe væk, med knive, sværd, køller, sten, flasker og fyrværkeri. Over 1.000 mennesker rapporteredes skadet.

## Opsummering
På grund af fansene af hjemmeholdet entrerede banen før kampen, blev starten udsat med tredive minutter. I halvlegen og efter hver af de tre mål til Al-Masry, løb fans af hjemmeholdet ind på banen. Efter afslutningen på kampen løb flere tusinde tilskuere ind på banen. Rivaliserende fans løb mod Al-Ahly-spillerne og kastede med flasker og fyrværkeri, hvilket fik spillerne til at flygte. De angribende havde både knive, sværd, køller og sten. De angribende angreb derefter Al-Ahly-fans, der forsøgte at slippe væk, ved at løbe.
I de efterfølgende kampe blev 79 personer dræbt. Nogle blev stukket med knive eller slået med køller, mens andre blev smidt på jorden og blev trådt ihjel. Hisham Sheha, fra det egyptiske sundhedsministerium, sagde at dødsfaldene skyldtes knivstik, hjerneblødninger og hjernerystelser. Over 1.000 kom til skade, nogle i den panik der var i folkemængden, da fans forsøgte at undslippe. Mindst 47 personer blev arresteret. Den egyptiske hær sendte helikopterer ind for at redde de spilleder der var strandet og fanget i omklædningsrummene.
Al-Ahly-træneren Manuel José blev sparket og slået af fans, efter at han ikke nåede tilbage til omklædningsrummet. Han blev derefter taget med på en politistation. Både José og Mohamed Aboutrika fortalte at fans døde i Al-Ahlys omklædningsrum. Aboutrika besluttede sig for at stoppe med fodbold, sammen med Mohamed Barakat og Emad Moteab, mens José overvejer at forlade Egypten.
Videooptagelser ser ud til at vise at politiet enten ikke kunne eller ikke ville adskille de to grupper der angreb hinanden med knive og andre våben. Øjenvidner til sammenstødet fortalte at politiet "ikke gjorde noget for at stoppe det" og "afviste at åbne portene" så publikum kunne komme væk. Chefen for Voice of America i Egypten modtog rapporter der fortalte at politiet åbnede barrierer der adskilte Al-Ahly og Al-Masry-supporterer. Andre vidner fortalte at mange folk fik lov at komme ind på stadion uden billetter.
En anden kamp i Kairo, Zamalek mod Ismaily, blev afbrudt da fans hørte om dødsfaldene i Port Said.

### Ultras
The New York Times rapporterede at en primær faktor i de dødelige optøjer var involveringen af ekstremistiske fodboldfans, kendt som ultras, der angiveligt også var en del af optøjerne på Tahrir-pladsen under den egyptiske revolution i 2011.

## Reaktioner

### Manuel José
I et interview med den portugisiske tv-kanal RTP1 fortalte Al-Ahly-træneren Manuel José, at hele massakren var planlagt. Han fortalte at på den nordlige side af stadion var der et banner der på engelsk sagde "We are going to kill you all", et slogan han troede var henvendt mod de internationale medier og ikke mod holdene. Han fortalte at portene på sydsiden, hvor Al-Ahlys fans var, blev låst og nogle fans døde af kvælning der.
Han kritiserede politiet, som han sagde bare var til stede, uden at kigge på banen og slet ikke bevægede sig ved nogle af de invasioner af banen der fandt sted under hele kampen, selvom de havde våben og var i stort mandtal. José overvejede at trække sit hold i pause og sagde at dommeren skulle have stoppet kampen der. Han fortalte at han så alle gå mod Al-Ahly og så folk der faldt ned fra tilskuerpladserne. Han blev taget med til et VIP-rum, og forsøgte at komme ned i omklædningsrummet, med det var umuligt at komme derned. Han fortalte at fire mennesker døde i omklædningsrummet.
José tog tilbage til Portugal i en måned og gav holdet ferie. Han ønsker at blive i Al-Ahly i nogle flere år, inden han stopper, fordi han kan lide at bo der, elsker klubben og bliver behandlet rigtigt godt.

### Regeringen
BBC rapporterede at vice-sundhedsministeren sagde at "det er den største katastrofe i landets fodboldhistorie." Parlamentet i Egypten indkaldte til et ekstraordinært møde, der skulle holdes den 2. februar 2012, for at diskutere et svar på katastrofen. Parlamentets talsperson Saad el-Katatni fra det Muslimske broderskab påstod at sikkerhedspersonalet havde tøvet med at gøre noget.

### FIFA
FIFA-præsident Sepp Blatter udsendte et udtalelse der sagde:
Jeg er denne aften meget chokeret og ked af at et stort antal fodbold-tilhængere er døde eller er kommet til skade efter en kamp i Port Said, Egypten. Mine tanker går til familierne til dem der er omkommet denne aften. Det er en sort dag for fodbolden. Sådan en katastrofal situation kan ikke forestilles og skulle ikke kunne ske.
Efterfølgende kampe i den bedste egyptiske række blev straks udsat efter katastrofen.

### Media
ESPN.com-skribenten Brent Latham foreslog at næsten alle i den egyptiske befolkning anså optøjerne for at være politisk motiveret.
It's been widely noted that the circumstances surrounding the riot are suspicious at best. The massacre came on the one-year anniversary of the storming of Tahrir Square by a group of pro-Mubarak counter-revolutionaries. It was directed at a group known for manifesting a liberal political agenda through support for a team founded in the name of historically disenfranchised workers and students. And it occurred at a moment when the interim military government has urged the citizenry to support the extension of emergency powers, and with the seeming complicity of law enforcement and stadium security.

## Kampen
| 1. februar 2012 15:30 (UTC+2) |

| Al-Masry                      | 3–1    | Al-Ahly            |
| ----------------------------- | ------ | ------------------ |
| Zakaria 72' 83' · Cissé 90+2' | Report | Fábio Junior 11' · |

| Port Said Stadium, Port Said |